# Dublin/Pleasanton
Dublin/Pleasanton is een metrostation in de Amerikaanse plaats Pleasanton (Californië) aan de Dublin/Pleasanton-Daly City Line. Het dak van het station is van titanium en gevormd naar de geluidsgolf van een vertrekkende metro van BART.